# Berufsverband Information Bibliothek
Der Berufsverband Information Bibliothek e. V. (BIB) vertritt als Berufsverband in Deutschland die Interessen von Beschäftigten in Bibliotheken und setzt sich – u. a. durch das Angebot von Fortbildungen – für die Förderung des Bibliothekswesens und Informationswesens ein. Der Verband entstand 2000 durch die Fusion der beiden Vorgängerorganisationen Verein der Bibliothekare und Assistenten e. V. (vba) und Verein der Diplom-Bibliothekare an wissenschaftlichen Bibliotheken e. V. (VdDB) und zählt etwa 5.200 Mitglieder.
Der BIB veranstaltet jedes Frühjahr gemeinsam mit dem Verein Deutscher Bibliothekarinnen und Bibliothekare e. V. eine bundesweite Fachtagung, darunter den Bibliothekartag und den Bibliothekskongress. Der BIB ist Mitglied in Bibliothek & Information Deutschland (BID, ehemals Bundesvereinigung Deutscher Bibliotheksverbände BDB), der IFLA und der EBLIDA, der Kulturpolitischen Gesellschaft, der Bundesakademie für kulturelle Bildung sowie dem Arbeitskreis für Jugendliteratur.

## Struktur
Die innere Struktur des BIB ist geprägt durch einen Vorstand mit einem Vorsitzenden und bis zu vier weiteren Vorstandsmitgliedern, einer Geschäftsstelle in Reutlingen und Landesverbänden, die bis auf wenige Ausnahmen mit den Bundesländern übereinstimmen. Außerdem bestehen sechs Fachkommissionen:
- Ausbildung und Berufsbilder
- Eingruppierungsberatung
- Fortbildung
- One-Person-Librarians
- Verbandsmarketing und Verbandskommunikation
- Web-Kommission

Seit 2015 besteht im BIB die Möglichkeit zeitweilige Arbeitsgruppen (Special Interest group) einzurichten. Die erste dieser Arbeitsgruppen ist die Gruppe der „New Professionals“.